# Manuel Estiarte

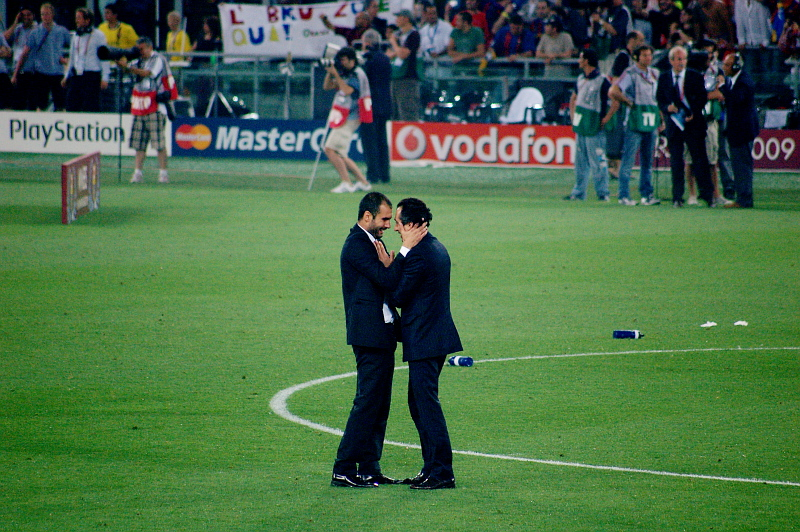
Pep Guardiola et Manuel Estiarte (à droite) célébrant la victoire du FC Barcelone en Ligue des champions à Rome le 27 mai 2009.

Manuel Estiarte, né à Manrèse, près de Barcelone, le 26 octobre 1961, est un ancien joueur espagnol de water-polo. Il est membre du CIO depuis 2000.

## Biographie
Manuel Estiarte est considéré comme un des meilleurs joueurs de tous les temps ayant été élu à sept reprises Meilleur joueur du monde (1986, 1987, 1988, 1989, 1990, 1991 et 1992).
Parmi ses titres les plus importants figurent l'or olympique en 1996 avec l'équipe d'Espagne à Atlanta et le championnat du monde à Perth en 1998. Il a participé à six Jeux olympiques, de Moscou en 1980 à Sydney en 2000.
Manuel Estiarte a reçu le prix Prince des Asturies des sports en 2001.
Entre 2008 et 2012, Manuel Estiarte est responsable des relations externes du FC Barcelone.
En juin 2013, il rejoint Pep Guardiola au Bayern Munich.